# Еріх фон Брюкнер
Еріх Вільгельм Людвіг Йозеф фон Брюнкер (нім. Erich Wilhelm Ludwig Josef von Brückner; 2 вересня 1896, Мец — 6 квітня 1949, Крайллінг) — німецький офіцер, оберст вермахту. Кавалер Лицарського хреста Залізного хреста.

## Біографія
7 серпня 1914 року вступив в Баварську армію. Учасник Першої світової війни. 30 листопада 1922 року звільнений у відставку. В 1933 році вступив у 78-й автомобільний дивізіон НСКК. 13 вересня 1934 року вступив в службу комплектування, 2 лютого 1935 року був відновлений на дійсній службі.
З січня 1939 року — командир 34-го танкового розвідувального дивізіону, з липня 1940 року — 12-го протитанкового дивізіону. Учасник Німецько-радянської війни. В жовтні-листопаді 1941 року виконував обов'язки командира 89-го піхотного полку. В липні 1042 року був відправлений в резерв і направлений в 7-му танкову дивізію, а 1 серпня призначений командиром 126-го танково-гренадерського полку. З вересня 1942 року — командир 963-го африканського стрілецького полку, з червня 1943 року — 966-го піхотного полку, з 24 серпня 1943 року — 57-го танкового запасного і навчального полку, з 10 липня по 11 вересня 1944 року — танкових частин 10-го військового округу, з вересня 1944 по 18 березня 1945 року — 1-го єгерського полку «Бранденбург» танково-гренадерської дивізії «Бранденбург». В кінці війни був взятий в полон союзниками. В 1948 році звільнений.

## Звання
- Фанен-юнкер (7 серпня 1914)
- Фанен-юнкер-єфрейтор (2 листопада 1914)
- Фанен-юнкер-унтерофіцер (1 грудня 1914)
- Фенріх (4 лютого 1915)
- Лейтенант без патенту (4 лютого 1915)
- Лейтенант (1 липня 1922)
- Оберлейтенант запасу (30 листопада 1922)
- Оберлейтенант (31 січня 1927)
- Гауптман служби комплектування (13 вересня 1934)
- Гауптман (2 лютого 1935)
- Майор (31 липня 1937)
- Оберстлейтенант (20 листопада 1940)
- Оберст (15 травня 1942)

## Нагороди
- Залізний хрест
  - 2-го класу (25 червня 1915)
  - 1-го класу (23 червня 1918)
- Військовий хрест «За заслуги» (Баварія) з мечами (26 червня 1915)
- Орден «За військові заслуги» (Баварія) 4-го класу з мечами (14 лютого 1917)
- Хрест «За військові заслуги» (Австро-Угорщина) 3-го класу з військовою відзнакою (4 квітня 1917)
- Нагрудний знак «За поранення» в чорному (16 червня 1918)
- Почесний хрест ветерана війни з мечами (22 лютого 1935)
- Медаль «За вислугу років у Вермахті» 4-го класу (4 роки; 2 жовтня 1936)
- Застібка до Залізного хреста
  - 2-го класу (14 січня 1940)
  - 1-го класу (1 липня 1941)
- Німецький хрест в золоті (25 березня 1942)
- Нагрудний знак «За поранення» в сріблі (4 липня 1942)
- Медаль «За зимову кампанію на Сході 1941/42» (25 липня 1942)
- Нагрудний знак «За танкову атаку» (3 жовтня 1943)
- Лицарський хрест Залізного хреста (11 березня 1945)